# Velleo Tutore
Velleo Tutore (in latino: Vellaeus Tutor; 19 circa – 54?) è stato un magistrato e senatore romano, console dell'Impero romano.

## Biografia
Appartenente alla plebea gens Vellaea originaria della città apula di Canusium, Tutore era probabilmente figlio del console suffetto del 26 Gaio Velleo Tutore o del fratello Publio Velleo, attestato come legato pretorio di Mesia nel 21.
L'unica attestazione di Tutore lo lega ad un importante provvedimento legale, il cosiddetto senatus consultum Vellaeanum (in realtà senatus consultum de obligationibus feminarum), che innovava profondamente il diritto privato vietando alle donne di prestare garanzie a vantaggio di terzi, proteggendole così dai rischi derivanti dallo svolgimento di attività negoziali. Il senatoconsulto fu promosso sotto Claudio da Tutore insieme al collega Marco Silano: questo fu per lungo tempo identificato con il Marco Giunio Silano console ordinario del 46, ma, essendo le liste consolari per quell'anno complete, non è possibile aggiungervi Tutore. Un altro Marco Giunio Silano, però, è stato rivelato come console suffetto nel secondo semestre del 50 o, più probabilmente, del 54: si è quindi proposto, e gran parte della critica ha accettato, che nel 54 Tutore sia stato il primo collega di Silano, con cui promosse il senatoconsulto, e che poi sia stato sostituito, nella consueta rotazione consolare oppure probabilmente per sopraggiunto decesso (evento che a posteriori sarebbe stato interpretato come presagio della morte di Claudio), da Aulo Pompeo Paolino.